# Peix pintat

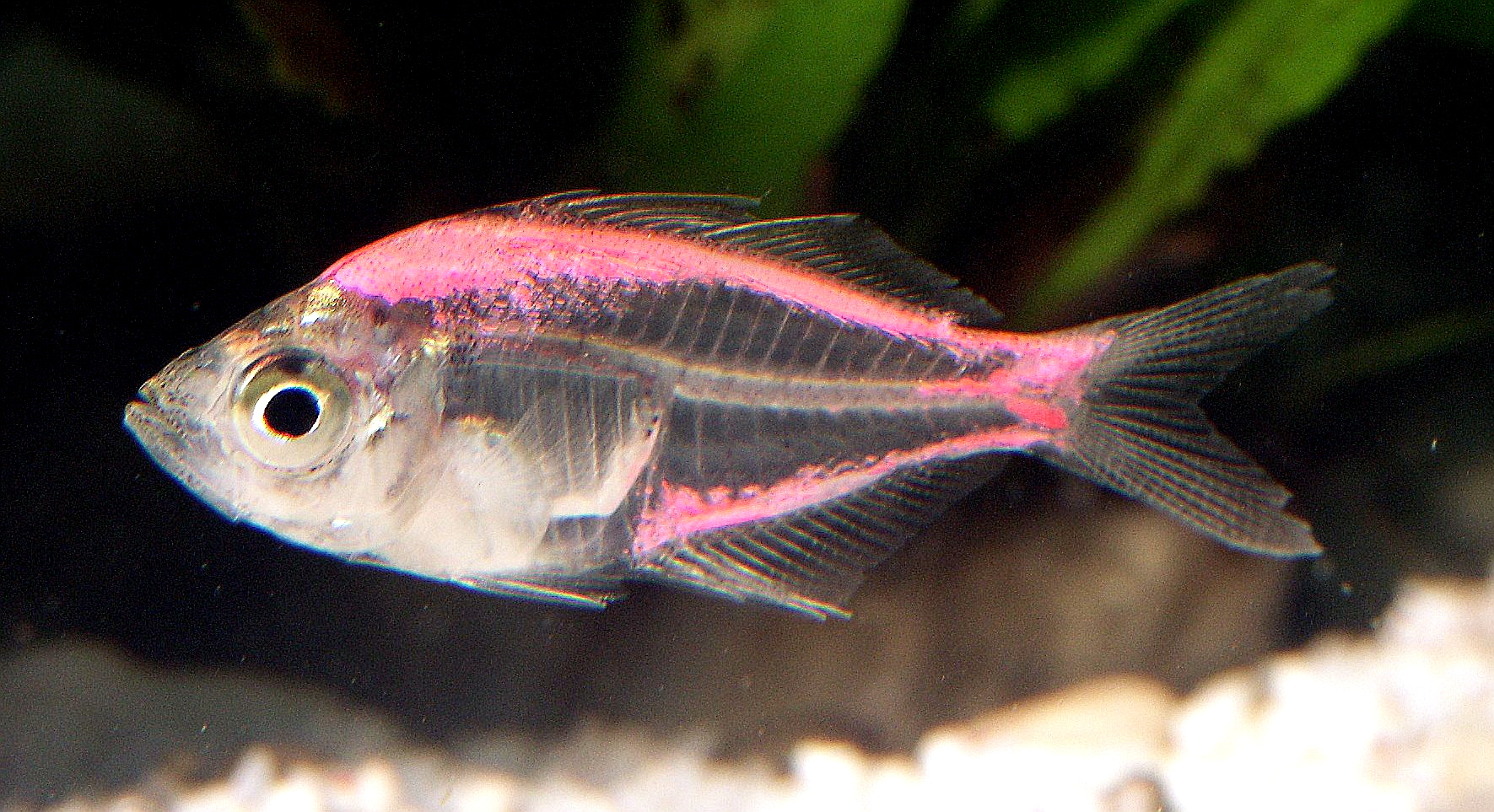
Espècimen de Parambassis ranga pintat. Va emprar-se una agulla per a injectar-li el tint rosat.

Un peix pintat és aquell peix d'aquari ornamental que ha estat acolorit artificialment per a atreure els consumidors. Aquesta coloració artificial, que en anglès també es refereix com a juicing, s'aconsegueix amb diferents mètodes, com ara injectant als peixos amb una xeringa hipodèrmica un tint de color, banyant-los en una solució colorant, o bé alimentant-los amb menjar amb tint.
El procés es du a terme perquè el peix tingui un color més a l'hora de ser comprat. No obstant això, la coloració no és permanent, i habitualment s'esvaeix en sis o nou mesos.

## Mètodes
Hi ha diferents mètodes d'introducció de colors artificials als peixos, tot i que la informació disponible és sovint escassa.

### Tints
Un mètode habitual de crear «peixos pintats» és a través de la injecció amb una xeringa. Generalment els animals reben més d'una injecció. També es pot banyar els peixos en una solució càustica per a treure'ls la capa de pell més superficial i llavors són banyats en colorant. Aquest mètode presenta una alta taxa de mortalitat.
També existeixen diferents tipus d'aliments potenciadors del color per als peixos d'aquari. Normalment aquest aliment conté colorants naturals, com els beta carotens i no són nocius per als peixos; tot i que com els altres mètodes de tinció, l'efecte és temporal. Tot i així, hi ha una font que informa que alguns venedors poden utilitzar colorants nocius.

### Làsers
Poden tatuar-se els peixos utilitzant un làser de baixa intensitat amb un tint. Aquest és un procés desenvolupat a l'àmbit científic però que actualment també s'aplica en els peixos ornamentals.

### Modificació genètica
Actualment existeixen peixos modificats genèticament que emeten fluorescència en colors brillants sota llum blanca o ultraviolada i que estan disponibles comercialment als Estats Units d'Amèrica. N'és un exemple el GloFish.

### Hormones
No és de fet introduir cap mena de color artificial, sinó provocar l'aparició de les tonalitats pròpies de l'època de reproducció administrant-hi hormones. Es comenta que s'empra per a minimitzar els efectes de l'estrès del transport en l'aspecte dels peixos. També pot ser utilitzat per a fer les femelles d'algunes espècies més acolorides, tot i que això pot fer que es tornin infèrtils.

## Varietats

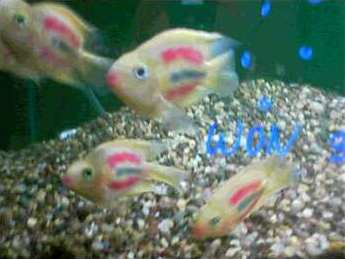
Cíclids lloros pintats

Algunes espècies, com ara les Corydoras albines i els peixos cristall de l'Índia, reben el tint amb una agulla hipodèrmica. També s'han descrit casos a Plecostomus albins i a cíclids africans. A part dels peixos cristall, la majoria de peixos pintats són varietats albines.

### Espècies pintades habitualment
- Peix cristall de l'Índia (Parambassis ranga). Noms amb què poden ser conegudes les varietats pintades: Peix cristall pintat; Peix disco; Tetra cristall pintat; Tetra bombeta.
- Peix mongeta (Gymnocorymbus ternetzi). Noms amb què poden ser conegudes les varietats pintades: Tetra pintat.
- Oscar (Astronautus ocellatus) Noms amb què poden ser conegudes les varietats pintades: Oscar maduixa.
- Diferents Corydoras albines
- Diferents cíclids africans.
- Plecostomus (Hypostomus plecostomus). Noms amb què poden ser conegudes les varietats pintades: Peix ventosa patriòtic; Peix ventosa acolorit.
- Carpins daurats (Carassius auratus).[5]

## Intents d'aturar la tinció de peixos
Alguns membres de l'àmbit de l'aquariofília volen eliminar aquesta pràctica. Per exemple, la revista britànica Practical Fishkeeping va iniciar una campanya el 1996 demanat que s'aturés la venda de peixos pintats, que va portar a una reducció d'exemplars venuts força important al Regne Unit. La mateixa publicació ha iniciat una campanya similar d'abast global i manté un registre de botigues que no comercien amb peixos pintats. La Royal Society for the Prevention of Cruelty to Animals (RSPCA) considera que la pràctica és cruel i es tracta d'una mutilació cosmètica innecessària. Una campanya a Austràlia i al Regne Unit n'ha limitat les vendes. Els peixos pintats encara es troben a moltes botigues, també dels Països Catalans, i normalment s'importen del Sud-est asiàtic.
El febrer del 2006, el departament britànic de medi ambient i d'afers rurals (Defra) va confirmar que no faria la pràctica il·legal al Regne Unit.